# Histoire du soldat
Histoire du soldat (deutsch: Die Geschichte vom Soldaten) ist ein Musiktheater-Werk (Originalbezeichnung: „Lue, jouée, dansée et en deux parties“ – ‚Gelesen, gespielt, getanzt und in zwei Teilen‘) für kleines Ensemble, das der russische Komponist Igor Strawinsky in Zusammenarbeit mit dem Waadtländer Dichter Charles-Ferdinand Ramuz schuf.

## Entstehung
Das Werk wurde geschrieben für eine Wanderbühne, bestehend aus einem Vorleser, zwei Schauspielern, einer Tänzerin und sieben Musikern. Für den Theatertext benutzte Ramuz zwei Geschichten aus einer Sammlung russischer Märchen von Alexander Afanassjew. Der Text wird teils in Gedichtform vom Vorleser zusammen mit der Musik rhythmisch deklamiert, teils vom Vorleser und den Schauspielern (Soldat, Teufel) als Drama gesprochen (wobei der Vorleser meist noch in Reimen und der Teufel nur im Dialog mit dem Soldaten spricht).
Die erste deutsche Nachdichtung (Die Geschichte vom Soldaten) stammt von Hans Reinhart, dem Bruder des Winterthurer Musikmäzens Werner Reinhart, der die Uraufführung des Werkes (am 28. September bzw. nach Strawinskys Erinnerungen am 29. September 1918 im Théâtre Municipal de Lausanne unter der Leitung von Ernest Ansermet) ermöglichte und dem dieses Werk auch gewidmet ist.
1919 bearbeitete Strawinsky fünf Sätze von Histoire du soldat für Geige, Klarinette und Klavier, die unter dem Titel Suite from „The Soldier’s Tale“ erschienen.

## Orchester
Klarinette in A und B, Fagott, Kornett in A und B, Posaune, Violine, Kontrabass, Schlagwerk (1 Spieler: zwei unterschiedlich große kleine Trommeln ohne Schnarrzug, Militärtrommel mit und ohne Schnarrzug, große Trommel, Becken, Tamburin, Triangel). Das Orchester tritt mit Dirigent auf. Die Partitur enthält umfangreiche Ausführungen zur Aufstellung des Orchesters und zur Ausführung.

## Inhalt
Ein Soldat tauscht mit dem Teufel seine Geige gegen ein Buch, das große Reichtümer verspricht. Er muss dem Teufel binnen drei Tagen das Geigenspiel beibringen. In Wahrheit vergehen jedoch drei Jahre, so dass der Soldat als fahnenflüchtig gilt. Wieder zu Hause angelangt, wird er weder von seiner Mutter noch von den Dorfbewohnern wiedererkannt, und seine Braut ist verheiratet. Mit Hilfe des Buches, das voraussagt, wie die Börse steigt und fällt, wird er ein reicher Kaufmann, doch das Geld macht ihn nicht glücklich. Stattdessen wünscht er sich, durch sein Geigenspiel die kranke Prinzessin zu heilen. Bei einem verlorenen Kartenspiel mit dem betrunkenen Teufel bekommt er zwar die Geige wieder, doch dafür darf er seine Heimat nicht mehr betreten. Wieder im Besitz seiner Geige, heilt er durch sein Spiel die Prinzessin, und sie werden ein Paar. Als er die Heimat wieder betritt, wird er vom Teufel bereits erwartet. Ob der Soldat am Ende dem Teufel in sein Reich folgt, bleibt offen.
Die Moral dieses einfachen Märchens ist:

„Man soll zu dem, was man besitzt, begehren nicht, was früher war. Man kann zugleich nicht der sein, der man ist und der man war. Man kann nicht alles haben. Was war, kehrt nicht zurück.“

## Aufnahmen
- Histoire du soldat. Schallplatte. Mit Jean Cocteau (Sprecher), Peter Ustinov (Teufel), Igor Markevitch (Dirigent). Philips 1963
- Die Geschichte vom Soldaten. Schallplatte. Richard Münch (Der Vorleser), Klaus Kammer (Der Teufel), Sebastian Fischer (Der Soldat), Maurice Andre`(Cornet), 17. Internationale Musikfestspiele von Montreux/Vevey im Theater von Vevey-1962, Igor Markevitch (Dirigent), Deutsche Synchronisation – Hamburg, 1964 in der Nachdichtung von Hans Reinhardt
- Die Geschichte vom Soldaten. Schallplatte. Mit Boy Gobert (Sprecher), Peter Striebeck (Soldat), Kurt Meisel (Teufel), Boston Symphony Chamber Players. Deutsche Grammophon 1975
- Die Geschichte vom Soldaten. Audio-CD. Peter Fricke, Ernö Sebestyén, Solisten des Symphonieorchesters des Bayerischen Rundfunks. Calig 1990; Monarda 2011, ISBN 978-3-939513-53-7
- Die Geschichte vom Soldaten. Audio-CD. Mit Heinz Schimmelpfennig (Sprecher), András Szerda (Teufel), Markus Hoffmann (Soldat), Ensemble Contemporano. Helikon 1994
- Die Geschichte vom Soldaten. Audio-CD. Hermann Beil (Regie), Lore Brunner (Sprecherin), Merlin Ensemble (Musik). Hörsturz 2001, ISBN 3-902123-24-9
- Make a Jazz Noise Here. Audio-CD. Frank Zappa and Band, 1991 (nur als musikalisches Thema)
- 2018 veröffentlichte Roger Waters eine Version, die er textlich selbst bearbeitet hatte und bei der er alle Figuren selbst las.[2] Aufgenommen wurde das Stück mit Mitgliedern des Bridgehampton Chamber Music Festivals, herausgegeben von Sony Classical Masterworks.[3]

## Buchausgaben
- Die Geschichte vom Soldaten. Gelesen, gespielt und getanzt. In 2 Teilen. Freie Nachdichtung von Hans Reinhart. Musik von Igor Strawinsky. Lesezirkel Hottingen, Zürich 1924; ergänzt um 9 Holzschnitte von Frans Masereel: Oprecht, Zürich 1951
- Die Geschichte vom Soldaten. Unter Benutzung der freien Nachdichtung von Hans Reinhart aufgrund der letzten Fassung des französischen Originaltextes neu ins Deutsche übertragen von Hans Rudolf Hilty und Erich Holliger. Tschudy, St. Gallen 1961
- Die Geschichte vom Soldaten:  Bühnenbilder und Kostüme. Mit Bühnenentwürfen von Fritz Wotruba. Erker, St. Gallen 1979
- Histoire du soldat. Die Geschichte vom Soldaten. Zweisprachige Ausgabe nach der letzten von Ramuz bereinigten Fassung aus dem Jahre 1946, erstmals übersetzt von Mani Matter. Edition Lesabéndio, Bern 1991, ISBN 3-905498-00-6. Neuauflage beim Zytglogge-Verlag, Oberhofen 2012, ISBN 978-3-7296-0844-3